# Gruppo amenabile
In matematica, un gruppo amenabile (in inglese amenable group, dal significato di trattabile, assoggettabile, riducibile) è un gruppo topologico localmente compatto G su cui è possibile un tipo di operazione media su funzioni limitate che è invariante con la traslazione di elementi del gruppo.
La definizione originale, nei termini di un'operazione media (mean) finitamente additiva invariante su sottoinsiemi di G, è stata introdotta da John von Neumann nel 1929 riportando dal tedesco il nome messbar (misurabile in inglese) in risposta al paradosso di Banach-Tarski. Nel 1949 Mahlon M. Day ha tradotto il termine nell'inglese amenable, apparentemente come un gioco di parole (contrazione di a mean able).
La proprietà amenabilità ha un gran numero di formulazioni equivalenti. Nel campo della analisi, la definizione è in termini di funzionali lineari. Un modo intuitivo per comprendere questa versione è che il supporto della rappresentazione regolare sia lo spazio intero della rappresentazione irriducibile.
Nella teoria dei gruppi discreti, dove G ha una topologia discreta, è utilizzata una definizione più semplice: un gruppo è amenabile se si può dire qual è la percentuale di G che qualsiasi sottoinsieme dato occupa.
Se un gruppo ha una sequenza Følner, allora è automaticamente amenabile.